# SK Schärding
Der SK Waizenauer Schärding ist ein Fußballverein aus der Stadt Schärding am Inn in Oberösterreich. Der Verein spielt aktuell in der oberösterreichischen Landesliga West, der fünften oberösterreichischen Spielklasse. Der SK Waizenauer Schärding trägt seine Heimspiele in der vereinseigenen Baunti Arena in Schärding aus. Der SKS, wie der Verein auch genannt wird, wurde 1922 gegründet und zählt damit zu den ältesten Fußballvereinen Österreichs.

## Geschichte

### Die Frühzeit 1922–1955
Anfang 1922 gründete eine Handvoll junger Männer, keiner über 18 Jahre alt, den Fußballklub SK Sturm Schärding. Hauptinitiatoren waren Karl Fink und Herbert Stelzmüller. Die Klubfarben waren Weiß-Schwarz und die Dressen schneiderten die Mütter der Spieler selbst. Als Sportplatz stellte ein Bauer in St. Florian am Inn seine Viehweide zur Verfügung. Spielpartner waren in erster Linie bayrische Vereine, da im Innviertel außer Ried und Braunau kein weiterer Klub existierte. Der Verein wurde des Öfteren als FC Schärding wieder neu gegründet, so im Jahr 1925 und 1932. Aufgrund einer Grenzsperre musste ab Herbst 1933 der Spielbetrieb mit den bayrischen Mannschaften bis 1935 eingestellt werden. Auch die beim SK tätigen Spieler aus Neuhaus am Inn waren davon betroffen, was für den Verein einen herben Verlust bedeutete. 1934 sind die Mitglieder des damals aus politischen Gründen aufgelösten ATSV dem SKS beigetreten, der damals wie heute als gänzlich unpolitischer Verein galt und gilt. In dieser Zeit entstanden daher auch die Sektionen Handball, Faustball und Leichtathletik. Das Schärdinger Wochenblatt hat sich damals an die Anhänger des ATSV gewandt, auch dem SKS die Treue zu halten. Der SK Schärding wurde aufgrund der politischen Situation als HJ-Mannschaft weitergeführt. Ab 1934 nannte man sich endgültig SK Schärding. Die Klubfarben sind seit 1925 Schwarz-Rot. Die erste Mannschaft spielte nach der Gründung am Sportplatz Auf der Heide. Generell bereitete die Sportplatzfrage große Probleme. Gespielt wurde unter anderem auf der Heide, einer Wiese neben dem Schärdinger Friedhof, auf der Rennbahn, auf einer Wiese unterhalb der Butterzentrale und im Grüntal. 1934 hatte man am Baumgartnerfeld – heute Kubinstraße – endlich für längere Zeit ein Heimat. Die feierliche Platzeröffnung erfolge 1932. Eine überdachte Tribüne wurde 1943 eröffnet.

### Rennbahnstadion
Durch die Unterstützung des Industriellen Gustav Kapsreiter fand der SKS 1950 seine neue und endgültige Heimat auf dem Gelände der ehemaligen Rennbahn – daher auch heute noch der Name Rennbahnstadion. In dieser Zeit wurden auch Spiele gegen damals bekannte Mannschaften wie Racing Straßburg und Wacker Wien veranstaltet. Vor 2500 Zusehern unterlag SK Schärding Admira Wien mit 2 : 5. Anlässlich eines Spiels gegen Wacker Wien besuchte auch der berühmte österreichische Schauspieler Hans Moser den SKS Sportplatz.

### Die Blütezeit  1956–1968
1956 gelang dem SK Schärding der Aufstieg in die Fußball-Landesliga (Österreich) – damals 3. Liga. Bekannte Namen aus dieser Zeit sind:
der spätere Nationalspieler – Heribert Trubrig, Tormann Schröckeneder, Ing. Veits, Franz Hlavaczek und Herbert Rutzinger.
Bis zum Jahr 1968 spielte der SK Schärding 12 Saisonen durchgehend in der 3. Liga, der Landesmeisterschaft von Oberösterreich.

### Durststrecke und 2. Blütezeit 1968–1999
Im Jahr 1968 musste der SKS unglücklich als Drittletzter aus der Landesliga in die Bezirksliga absteigen, da es damals die 2. Landesliga noch nicht gab. Viele Finalplätze auch im Innviertler Cup dokumentieren die herausragende Stellung des SKS im Innviertel. 1973 gelang dem SKS der einzige Sieg im Innviertler-Cup durch ein 5:0 gegen Neukirchen/Enknach im Rieder Stadion.
1975, im zweiten Jahr nach Einführung der 2. Landesliga, ist der SKS nach Relegationsspielen gegen den SV Vöcklabruck wieder aufgestiegen. Der SKS siegte in Vöcklabruck mit 2:1 und erreichte in Schärding vor 2500 Zusehern durch ein 0:0 den Aufstieg. Von 1975 bis 2003 spielte der SKS, mit einer Unterbrechung im Jahr 1986, durchgehend in der 2. Landesliga. 1994 gelang dem SK Schärding, mit einer fast durchwegs aus Eigenbauspielern bestehenden Mannschaft, der erneute Aufstieg in die Landesliga Oberösterreich. Spielertrainer war damals Edi Kirschner, ein ehemaliger Profispieler des FC Bayern München. Edi Kirschner hat als Spieler entscheidende Tore erzielt und war neben Torhüter Ernst Winterstetter, Patrick Reidinger und Haslehner Franz der herausragende Spieler dieser Zeit. Einer der größten Erfolge der letzten Jahre war das Abschneiden im österreichischen Fußball-Cup 1997. Erst der FC Tirol konnte den SKS im Sechzehntelfinale besiegen. Vorher wurde unter anderem der alte Rivale SV Braunau – damals 2. Liga (Österreich) – ausgeschaltet.

### Juni 2013 – Hochwasser-Drama
An Hochwasser ist der SK Schärding gewöhnt. Im Rahmen der Jahrhundert-Hochwasserkatastrophe 2013 wurde die Sportanlage des Vereins jedoch in bisher unbekanntem Ausmaß heimgesucht. Das, ohnehin schon etwas erhöht stehende, Klubhaus stand bis unter das Dach unter Wasser. Der Trainingsplatz und das Hauptspielfeld waren ca. 4 m bis zum Dach der Tribüne überflutet. Das, schon durch mehrere Hochwasser geschädigte, Klubheim muss abgerissen werden. Der Schaden wurde durch einen Gutachter als Totalschaden an der Bausubstanz festgestellt und belief sich auf mehrere hunderttausend Euro. Um den Spielbetrieb aufrechtzuerhalten, wurde das Klubheim provisorisch wieder in Stand gesetzt.

### Juli 2015 – Neubau Klubheim
Das Hochwasser 2013 hatte dem alten Klubheim nach 35 Jahren und etlichen Hochwasserschäden den sprichwörtlichen Rest gegeben. Am 4. Juli 2013 spielte der SK Rapid Wien in einem Benefizspiel zu Gunsten des SK Schärding gegen eine Bezirksauswahl und siegte mit 7:0. Zwei Jahre später war endlich die Finanzierung für einen Neubau endgültig gesichert. Nach dem Konzert der Band Albatros im Juli 2015 war es dann so weit, dass der Spatenstich für den Neubau erfolgen konnte. Ein Teil des alten Gebäudes wurde abgerissen und mit den Fundamenten für das neue Klubheim begonnen. Das neue Gebäude wird auf Stelzen errichtet und somit sollten die fast jährlichen Probleme mit dem Hochwasser endgültig der Vergangenheit angehören. Im Herbst 2016 wurde dann der Rest des alten Gebäudes abgerissen und das neue Klubheim in Betrieb genommen.

### Die aktuelle Situation 2000–2024
Nach dem Abstieg aus der Oberösterreich-Liga im Jahr 1999 wurde der SK Schärding auch in der Folgesaison letzter und stieg in die Bezirksliga ab. Dort konnte man jedoch den weiteren Absturz verhindern und mit dem Meistertitel in der Saison 2000/01 den sofortigen Wiederaufstieg in die Landesliga West erreichen. Dort spielt man seit 2001 und verpasste in der Saison 2011/12 in einem dramatischen Saisonfinale, das erst in der 5. Minute der Nachspielzeit entschieden wurde, den Wiederaufstieg in die OÖ-Liga nur durch das schlechtere Torverhältnis. Es folgten einige schwächere Jahre, in denen man sich oft nah am Abstieg befand. In der Saison 2018/19 war man bis kurz vor Saisonende in der absoluten Spitzengruppe und belegte am Ende den 3. Platz und verpasste so, knapp die Rückkehr in die Oberösterreich-Liga. Nach längerer Durststrecke erreichte der SKS 2019 auch wieder einmal das Finale im Innviertlercup, das man aber in einem dramatischen Elfmeterschießen mit 6:7 leider nicht gewinnen konnte. Auch in der Saison 2019/20 war der Verein nicht vom Glück verfolgt. Nach einer sehr guten Hinrunde mit dem Herbstmeistertitel wurde die Saison im Frühjahr 2020 wegen der Coronapandemie ergebnislos abgebrochen. Und in der Saison 2020/21 beinahe das gleiche Bild, auf Platz 5 liegend, verlustpunktgleich mit dem Tabellenführer, wird der Spielbetrieb im Frühjahr 2021 erneut abgebrochen. Nach den zwei verlorenen Jahren konnte 2021/22 endlich wieder eine komplette Saison normal durchgespielt werden. Der SKS mischt vorne mit, belegt am Ende aber leider nur den 3. Platz. In der Saison 2022/23 hat man mit Absteiger SV Bad Schallerbach einen übermächtigen Gegner und wird Vizemeister. Ab der Saison 2023/24 spielt der SKS als Spielgemeinschaft mit dem benachbarten ATSV Schärding. Die kompletten Nachwuchsmannschaften beider Vereine treten seitdem gemeinsam als Schärding Juniors an.

### 100 Jahre SK Schärding
Im Sommer 2022 feierte der SK Waizenauer Schärding mit einem Festakt und einem Rahmenprogramm das 100-jährige Vereinsjubiläum. Unter anderem war die zweite Mannschaft des [SK Rapid Wien] für ein Testspiel zu Gast. Außerdem wurde im Rahmen der Feierlichkeiten mit Unterzeichnung einer Urkunde der oberösterreichische Traditionsverein als zweiter offizieller Partnerverein des Projekts Partner in den Regionen des SK Rapid Wien verkündet.

### Der Tiefpunkt der 103-jährigen Geschichte – 2025
Eine ungünstige Konstellation in der Regionalliga West hat Auswirkungen bis in die unteren Klassen. Damit erwischt es auch den SK Schärding als Tabellen 14. in der Landesliga West. Nach dem Abstieg aus der Landes-Liga besiegelt war, kommt es zum großen Knall. Der SK Schärding meldet seine 1. Mannschaft ab und möchte nach einem Jahr Pause einen Neuanfang starten. Vorstand und sportliche Leitung haben sich nach sorgfältiger Analyse der Situation dazu entschieden, der Linie des Vereins treu zu bleiben: Eine Mannschaft ohne regionalen Bezug oder mit Spielern von außerhalb soll es in Schärding nicht geben. Wie das konkret aussehen soll, muss vom Verein erst geklärt werden. Die Spielgemeinschaft im Nachwuchsbereich mit ca. 240 Jugendlichen läuft davon unberührt weiter.

## Saisonen
| Liga               | Spielklasse | Saison  | Platz | Tore   | Punkte | Mannschaften | Bemerkung                                    |
| ------------------ | ----------- | ------- | ----- | ------ | ------ | ------------ | -------------------------------------------- |
| Landesliga West    | 5. Liga     | 2024/25 | 14.   | 43:71  | 25     | 16           | Abstieg                                      |
| Landesliga West    | 5. Liga     | 2023/24 | 11.   | 31:57  | 28     | 15           |                                              |
| Landesliga West    | 5. Liga     | 2022/23 | 2.    | 63:32  | 54     | 15           |                                              |
| Landesliga West    | 5. Liga     | 2021/22 | 3.    | 52:24  | 47     | 14           |                                              |
| Landesliga West    | 5. Liga     | 2020/21 | 5.    | 22:14  | 22     | 14           | Saison-Abbruch (*1)                          |
| Landesliga West    | 5. Liga     | 2019/20 | 1.    | 35:19  | 27     | 14           | Saison-Abbruch (*2)                          |
| Landesliga West    | 5. Liga     | 2018/19 | 3.    | 53:34  | 46     | 14           |                                              |
| Landesliga West    | 5. Liga     | 2017/18 | 12.   | 37:48  | 32     | 14           |                                              |
| Landesliga West    | 5. Liga     | 2016/17 | 11.   | 35:44  | 31     | 14           |                                              |
| Landesliga West    | 5. Liga     | 2015/16 | 12.   | 42:57  | 25     | 14           |                                              |
| Landesliga West    | 5. Liga     | 2014/15 | 5.    | 49:42  | 41     | 14           |                                              |
| Landesliga West    | 5. Liga     | 2013/14 | 6.    | 42:34  | 38     | 14           |                                              |
| Landesliga West    | 5. Liga     | 2012/13 | 5.    | 40:38  | 38     | 14           |                                              |
| Landesliga West    | 5. Liga     | 2011/12 | 2.    | 49:36  | 46     | 14           |                                              |
| Landesliga West    | 5. Liga     | 2010/11 | 9.    | 42:54  | 31     | 14           |                                              |
| Landesliga West    | 5. Liga     | 2009/10 | 10.   | 41:42  | 30     | 14           |                                              |
| Landesliga West    | 5. Liga     | 2008/09 | 13.   | 22:37  | 24     | 14           |                                              |
| Landesliga West    | 5. Liga     | 2007/08 | 9.    | 37:43  | 32     | 14           |                                              |
| Landesliga West    | 5. Liga     | 2006/07 | 10.   | 35:44  | 26     | 14           |                                              |
| Landesliga West    | 5. Liga     | 2005/06 | 6.    | 50:41  | 39     | 14           |                                              |
| Landesliga West    | 5. Liga     | 2004/05 | 13.   | 34:48  | 29     | 14           |                                              |
| Landesliga West    | 5. Liga     | 2003/04 | 11.   | 36:57  | 26     | 14           |                                              |
| 2. Landesliga West | 5. Liga     | 2002/03 | 11.   | 27:49  | 29     | 14           |                                              |
| 2. Landesliga West | 5. Liga     | 2001/02 | 4.    | 53:43  | 55     | 16           |                                              |
| Bezirksliga West   | 6. Liga     | 2000/01 | 1.    | 56:19  | 58     | 16           | Meister/Aufstieg                             |
| 2. Landesliga West | 5. Liga     | 1999/00 | 16.   | 35:63  | 26     | 16           | Abstieg                                      |
| 1. Landesliga      | 4. Liga     | 1998/99 | 14.   | 34:83  | 24     | 16           | Abstieg                                      |
| 1. Landesliga      | 4. Liga     | 1997/98 | 10.   | 39:38  | 39     | 16           |                                              |
| 1. Landesliga      | 4. Liga     | 1996/97 | 7.    | 41:34  | 35     | 16           |                                              |
| 1. Landesliga      | 4. Liga     | 1995/96 | 13.   | 20:40  | 21     | 16           | Einführung 3-Punkte-Regel                    |
| 1. Landesliga      | 4. Liga     | 1994/95 | 9.    | 40:41  | 24     | 16           | Einführung Regionalliga Mitte (3. Liga)      |
| 2. Landesliga      | 4. Liga     | 1993/94 | 1.    | 48:19  | 38     | 14           | Meister/Aufstieg                             |
| 2. Landesliga      | 4. Liga     | 1992/93 | 9.    | 42:39  | 25     | 14           |                                              |
| 2. Landesliga      | 4. Liga     | 1991/92 | 7.    | 32:31  | 27     | 14           |                                              |
| 2. Landesliga      | 4. Liga     | 1990/91 | 7.    | 36:32  | 26     | 14           |                                              |
| 2. Landesliga      | 4. Liga     | 1989/90 | 9.    | 25:31  | 22     | 14           |                                              |
| 2. Landesliga      | 4. Liga     | 1988/89 | 10.   | 27:29  | 22     | 14           |                                              |
| 2. Landesliga West | 4. Liga     | 1987/88 | 8.    | 27:33  | 24     | 14           |                                              |
| 2. Landesliga West | 4. Liga     | 1986/87 | 1.    | 47:26  | 35     | 14           | Meister/Aufstieg                             |
| 2. Landesliga West | 4. Liga     | 1985/86 | 14.   | 25:48  | 17     | 14           | Abstieg                                      |
| 2. Landesliga West | 4. Liga     | 1984/85 | 11.   | 27:30  | 21     | 14           |                                              |
| 2. Landesliga West | 4. Liga     | 1983/84 | 10.   | 33:50  | 20     | 14           |                                              |
| 2. Landesliga West | 4. Liga     | 1982/83 | 4.    | 40:22  | 33     | 14           |                                              |
| 2. Landesliga West | 4. Liga     | 1981/82 | 2.    | 53:15  | 38     | 14           |                                              |
| 2. Landesliga West | 4. Liga     | 1980/81 | 3.    | 42:22  | 36     | 14           |                                              |
| 2. Landesliga West | 4. Liga     | 1979/80 | 3.    | 44:32  | 30     | 14           |                                              |
| 2. Landesliga West | 4. Liga     | 1978/79 | 6.    | 49:29  | 29     | 14           |                                              |
| 2. Landesliga West | 4. Liga     | 1977/78 | 3.    | 34:34  | 30     | 14           |                                              |
| 2. Landesliga West | 4. Liga     | 1976/77 | 3.    | 56:35  | 35     | 14           |                                              |
| 2. Landesliga      | 4. Liga     | 1975/76 | 8.    | 35:38  | 29     | 16           | Einführung Nationalliga (2. Liga)            |
| Bezirksliga West   | 5. Liga     | 1974/75 | 1.    | 81:23  | 41     | 14           | Abschaffung Regionalliga (2. Liga), Aufstieg |
| Bezirksliga West   | 5. Liga     | 1973/74 | 5.    | 42:30  | 29     | 14           |                                              |
| Bezirksliga West   | 5. Liga     | 1972/73 | 2.    | 43:18  | 27     | 12           |                                              |
| Bezirksliga West   | 5. Liga     | 1971/72 | 3.    | 41:31  | 25     | 12           |                                              |
| Bezirksliga West   | 5. Liga     | 1970/71 | 5.    | 47:32  | 23     | 12           | Einführung 2. Landesliga (4. Liga)           |
| Bezirksliga West   | 4. Liga     | 1969/70 | 6.    | 42:37  | 21     | 12           |                                              |
| Bezirksliga West   | 4. Liga     | 1968/69 | 9.    | 45:55  | 20     | 12           |                                              |
| Landesliga         | 3. Liga     | 1967/68 | 12.   | 34:58  | 21     | 14           |                                              |
| Landesliga         | 3. Liga     | 1966/67 | 11.   | 37:50  | 24     | 14           |                                              |
| Landesliga         | 3. Liga     | 1965/66 | 11.   | 41:54  | 23     | 14           |                                              |
| Landesliga         | 3. Liga     | 1964/65 | 9.    | 52:47  | 20     | 14           |                                              |
| Landesliga         | 3. Liga     | 1963/64 | 9.    | 32:41  | 20     | 14           |                                              |
| Landesliga         | 3. Liga     | 1962/63 | 5.    | 48:42  | 21     | 14           |                                              |
| Landesliga         | 3. Liga     | 1961/62 | 5.    | 60:51  | 22     | 14           |                                              |
| Landesliga         | 3. Liga     | 1960/61 | 3.    | 44:40  | 25     | 14           |                                              |
| Landesliga         | 3. Liga     | 1959/60 | 6.    | 52:52  | 22     | 14           |                                              |
| Landesliga         | 3. Liga     | 1958/59 | 6.    | 53:51  | 25     | 14           |                                              |
| Landesliga         | 3. Liga     | 1957/58 | 11.   | 53:69  | 20     | 14           |                                              |
| Landesliga         | 3. Liga     | 1956/57 | 8.    | 61:70  | 25     | 14           |                                              |
| 1. Klasse West     | 4. Liga     | 1955/56 | 1.    | 97:35  | 31     | 11           | Meister/Aufstieg                             |
| 1. Klasse West     | 4. Liga     | 1954/55 | 3.    | 82:51  | 25     | 11           |                                              |
| 1. Klasse West     | 4. Liga     | 1953/54 | 2.    | 81:41  | 29     | 11           |                                              |
| 1. Klasse West     | 4. Liga     | 1952/53 | 2.    | 58:34  | 29     | 11           |                                              |
| 1. Klasse West     | 4. Liga     | 1951/52 | 3.    | 58:42  | 27     | 11           |                                              |
| 1. Klasse West     | 4. Liga     | 1950/51 | 3.    | 53:34  | 28     | 11           |                                              |
| 1. Klasse West     | 4. Liga     | 1949/50 | 6.    | 49:45  | 24     | 11           |                                              |
| 1. Klasse West     | 4. Liga     | 1948/49 | 2.    | 95:25  | 37     | 11           |                                              |
| 2. Klasse D        | 5. Liga     | 1947/48 | 2.    | 101:36 | 30     | 11           | Meister/Aufstieg                             |
| 2. Klasse F        | 5. Liga     | 1946/47 | 1.    | 44:16  | 23     | 11           |                                              |
| Gruppe D           | 5. Liga     | 1945/46 | 1.    | 68:21  | 21     | 11           |                                              |

- 1) Wegen der COVID-19-Pandemie konnte die Rückrunde der Saison 2019/20 nicht ausgetragen werden. Aufgrund der geltenden Bestimmungen konnte die vollständig gespielte Hinrunde nicht gewertet werden und die gesamte Saison wurde annulliert.
- 2) Wegen der COVID-19-Pandemie konnte bereits die Hinrunde der Saison 2020/21 nicht vollständig ausgetragen werden. Aufgrund der geltenden Bestimmungen wurde daher die gesamte Saison wurde annulliert.

## Bekannte Spieler
- Hermann Kozich – ein ehemaliger Spieler des SK Schärding wechselt 1957 in die Staatsliga zu Vienna
- Heribert Trubrig – ein ehemaliger Spieler des SK Schärding schaffte den Sprung in die Nationalmannschaft. Dort absolvierte er von 1960 bis 1962 unter Trainer Karl Decker insgesamt 10 Spiele für die österreichische Fußballnationalmannschaft.
- Andreas Michl – ein weiterer bekannter und heute noch aktiver Spieler ist Andreas Michl. Der Tormann schaffte 2001 mit seinem Wechsel zum SV Ried den Sprung in die Fußball-Bundesliga (Österreich). Weitere Stationen waren FC Blau-Weiß Linz, SCR Altach, Wacker Burghausen, FC Pasching, SKU Amstetten, ATSV Stadl-Paura, Union St. Florian und WSC Hertha Wels. Zur Saison 2018/19 kehrte er zum SK Schärding zurück.
- Edi Kirschner – ein Ex-Bundesliga Profi vom FC Bayern München arbeitete als Spielertrainer beim SK Schärding.
- Valentin Grubeck – der Nachwuchs-Nationalspieler erreichte mit der österr. U-19 Nationalmannschaft bei der UEFA U-19 EM in Ungarn den 3. Platz und bei der U-20 WM 2015 in Neuseeland das Achtelfinale. In der Saison 2015/16 spielt er zusammen mit seinem Bruder Fabian Grubeck beim SV Grödig in der Fußball-Bundesliga (Österreich). Zur Saison 2017/18 wechselte Valentin Grubeck zum LASK und im Sommer 2019 zum SV Ried
- Fabian Grubeck kam über AKA Ried zum SV Grödig, wo er 2015 in den Profikader aufrückt und in der Saison 2015/16 sein Bundesligadebüt gibt. Da sich Grödig aus dem Profifußball zurückzog, wechselte er 2016 zum Regionalligisten FC Kufstein und kehrte von 2017 bis 2021 zum SK Schärding zurück.
- Herwig Drechsel – ein Ex-Bundesliga Profi vom [SV Ried] übernimmt während der Saison 2025 das Amt als Trainer beim SK Schärding, leitet eine Trendwende ein, kann aber den Abstieg in letzter Sekunde nicht verhindern.

## Erfolge
- 12 Drittliga-Saisonen: 1956–1968
- 7 × Meister (1946, 1947, 1956, 1975, 1987, 1994, 2001)
- 1 × Sieger im Innviertler Cup (1973)